# Redoute de Saint-Apollinaire
La redoute de Saint-Apollinaire est une fortification militaire de type Séré de Rivières participant au système de défense de la place de Dijon bâti à la fin du XIXe siècle.
Cette redoute fait l’objet d’une inscription au titre des monuments historiques depuis le 17 mars 2006.

## Situation géographique
Le fort est situé au nord-est de l'agglomération dijonnaise, à 2 500 mètres du centre-ville, à la limite entre les territoires des communes de Saint-Apollinaire et de Dijon. Au sein du dispositif de la place de Dijon, elle est positionnée en arrière du fort de Varois. Son altitude moyenne est de 286 mètres.

## Historique

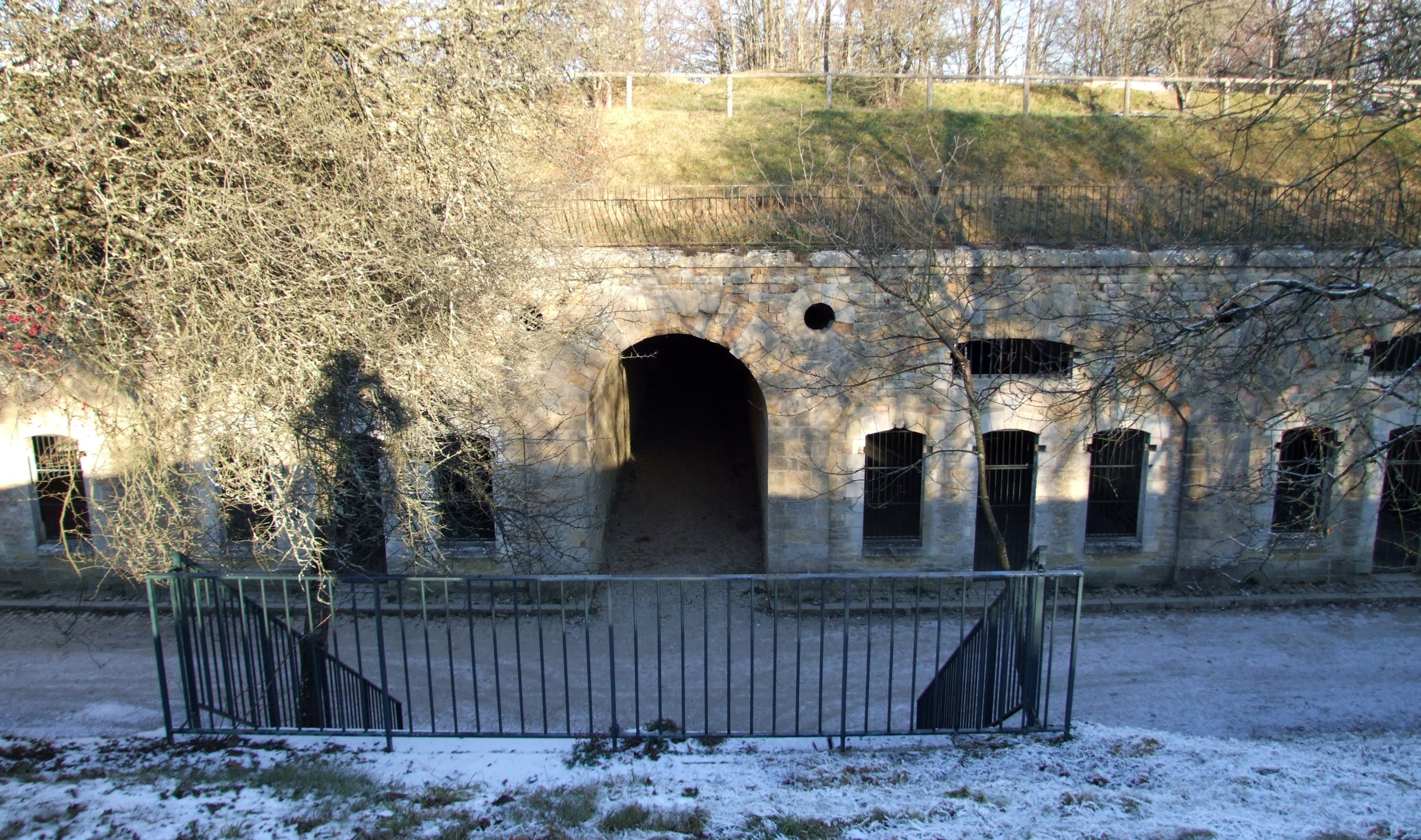
Les casemates.

Cette redoute appartient à l'ensemble de fortifications établi autour de Dijon après la guerre de 1870-1871. Il s'intègre donc au système de défense des frontières de l'Est dû au général Séré de Rivières. Les travaux de construction de cet ouvrage, destiné à défendre la partie intermédiaire entre la route de Langres et celle de Gray, s'étendent de 1878 à 1880. Aujourd'hui, les fossés en sont comblés mais les maçonneries sont en parfait état. La redoute est inscrite aux monuments historiques (arrêté du 17 mars 2006) et est la propriété de la commune de Saint-Apollinaire. La municipalité y a aménagé un parc de détente : la redoute est devenue un lieu de promenade et de manifestations diverses.

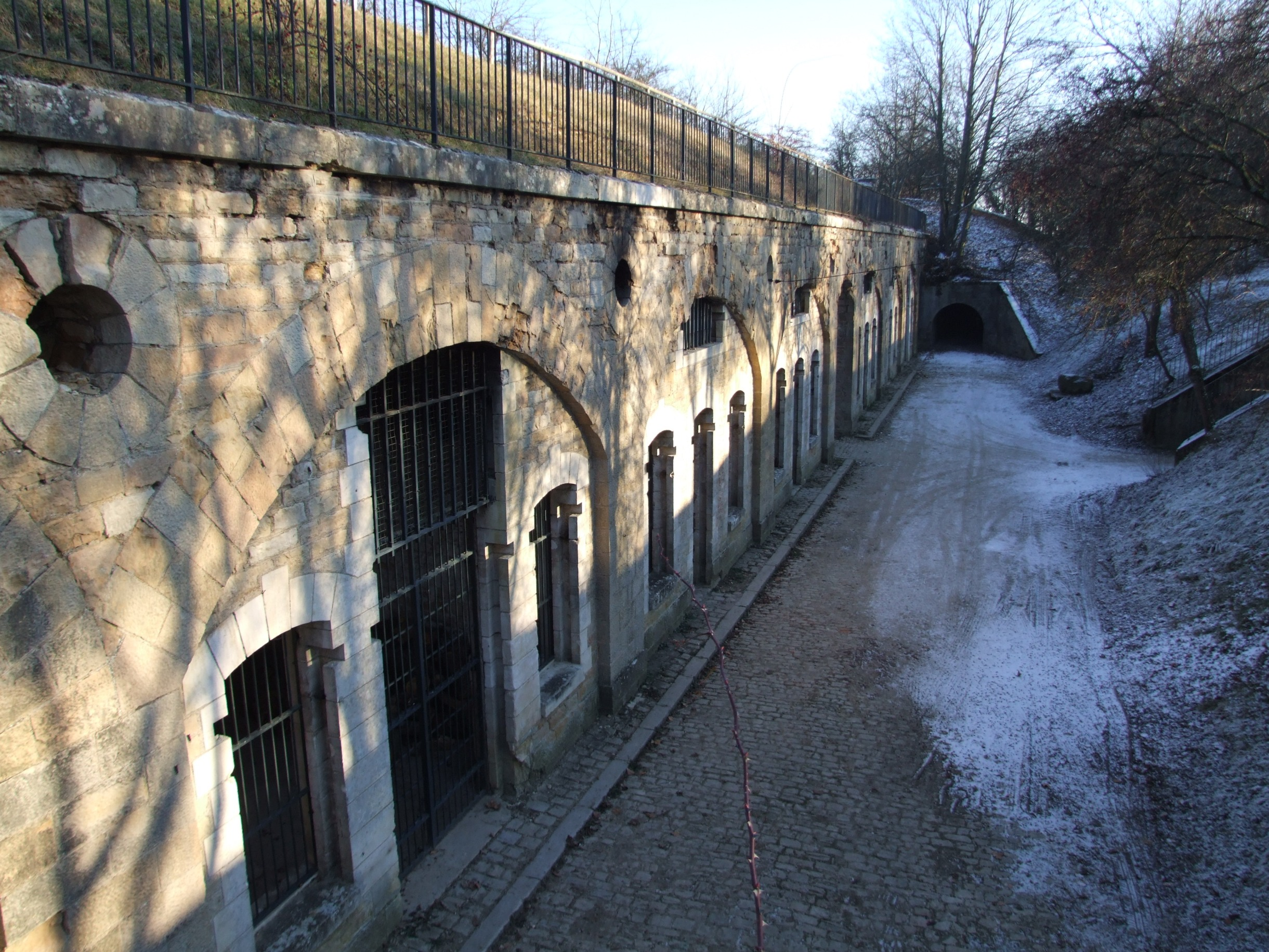
Les casemates.

## Description
L'édifice étant une redoute, et non un fort, il présente une entrée "affaiblie" afin de ne pouvoir servir de retranchement à l'ennemi, si proche de la ville, en cas de prise. La caserne aligne six casemates : quatre sont des chambrées prévues pour une garnison de 125 à 150 hommes, une autre sert de cuisine (puits de 25 m de profondeur) et une dernière abrite le matériel d'artillerie. À chaque extrémité de la façade a été installé un local de munitions. En arrière des casemates, un couloir de manœuvre permet d'accéder à une chambre à poudre de trente tonnes de capacité. La rue du rempart dessert une batterie basse. Elle est garnie de neuf traverses abris, dont une enracinée et deux autres servant de gaines aux caponnières placées aux saillants 2 et 3 (en fait, une caponnière double et un aileron). Les positions d'artillerie tirant à barbette peuvent être occupées par 18 pièces. À la gorge, deux positions pseudo bastionnées protégeaient la courtine par des tirs d'enfilade. Le massif central conserve, en son sommet, les fondations d'une maison de communication optique. 4 cuves pour DCA ont été installées ultérieurement au XXe siècle.

## Galerie d'images

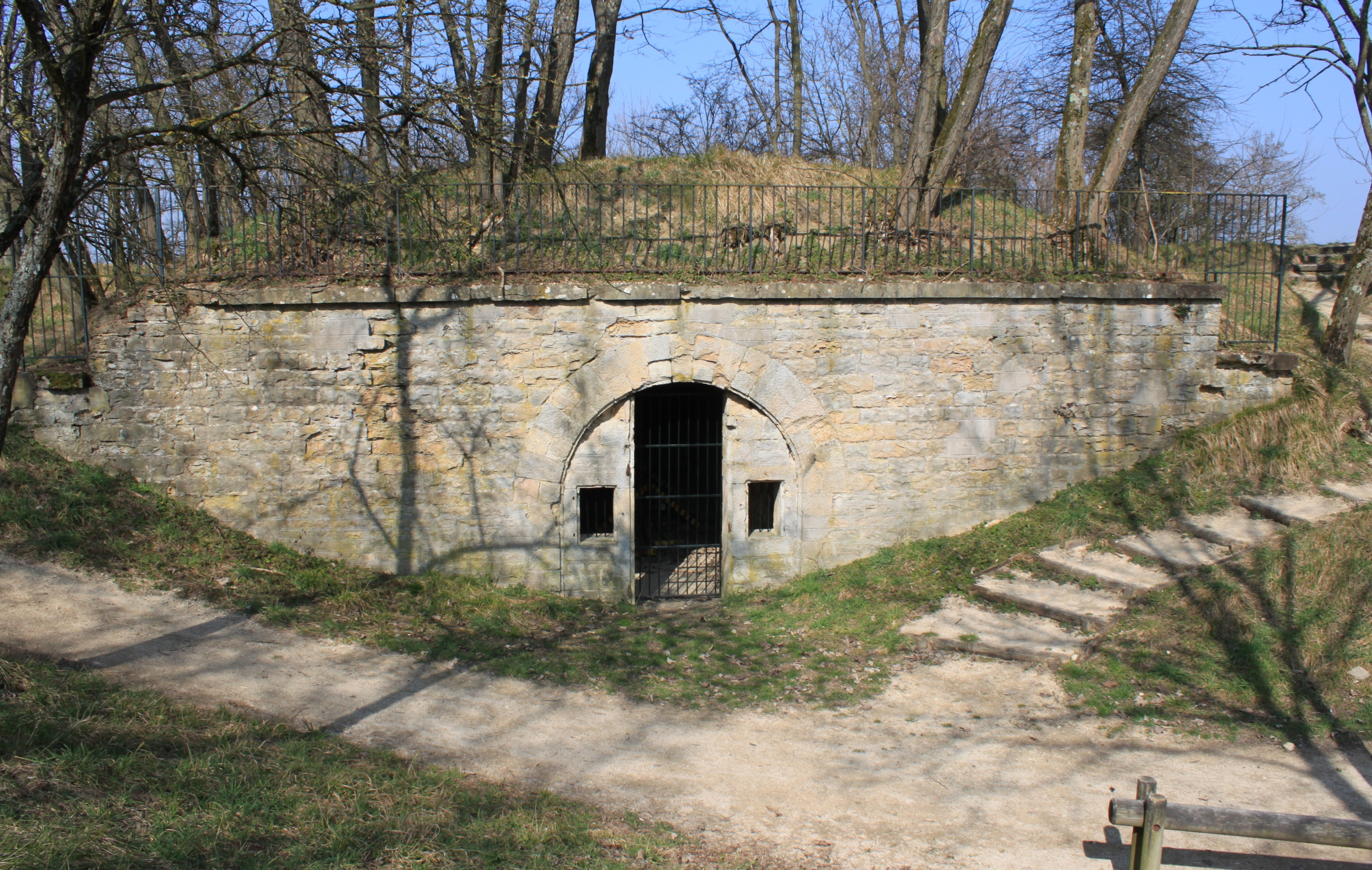
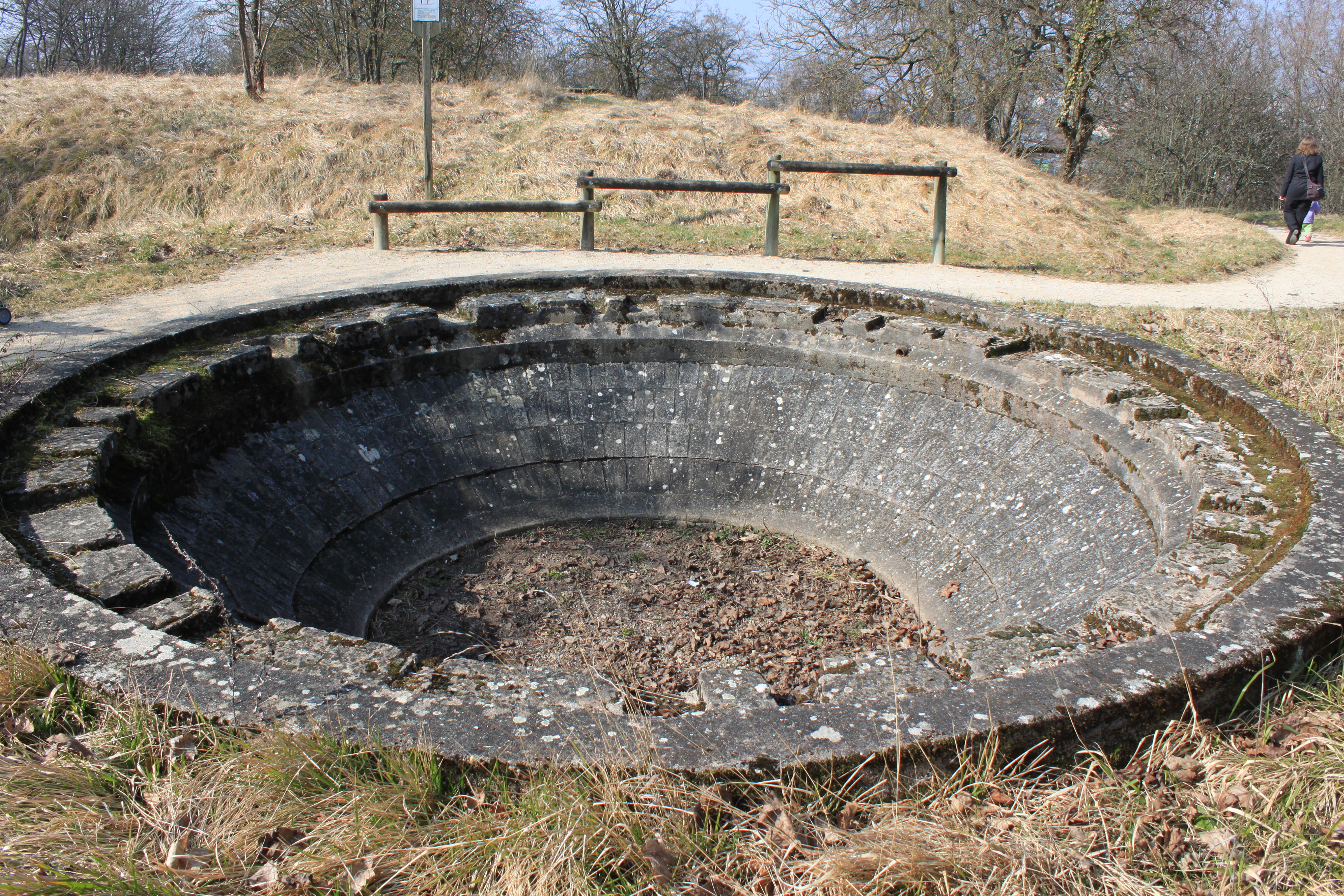
Encuvement pour canon DCA, construction en 1915
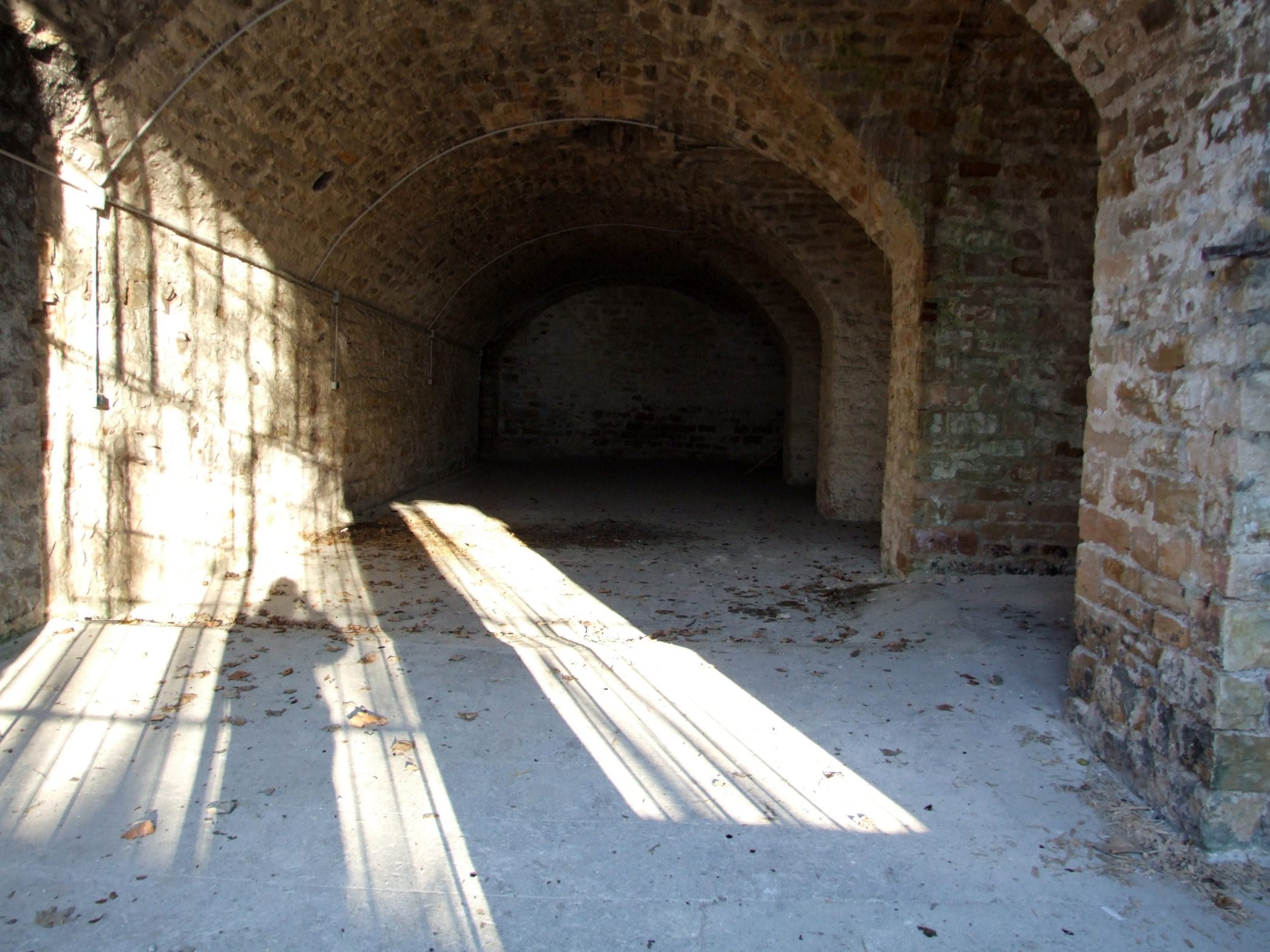
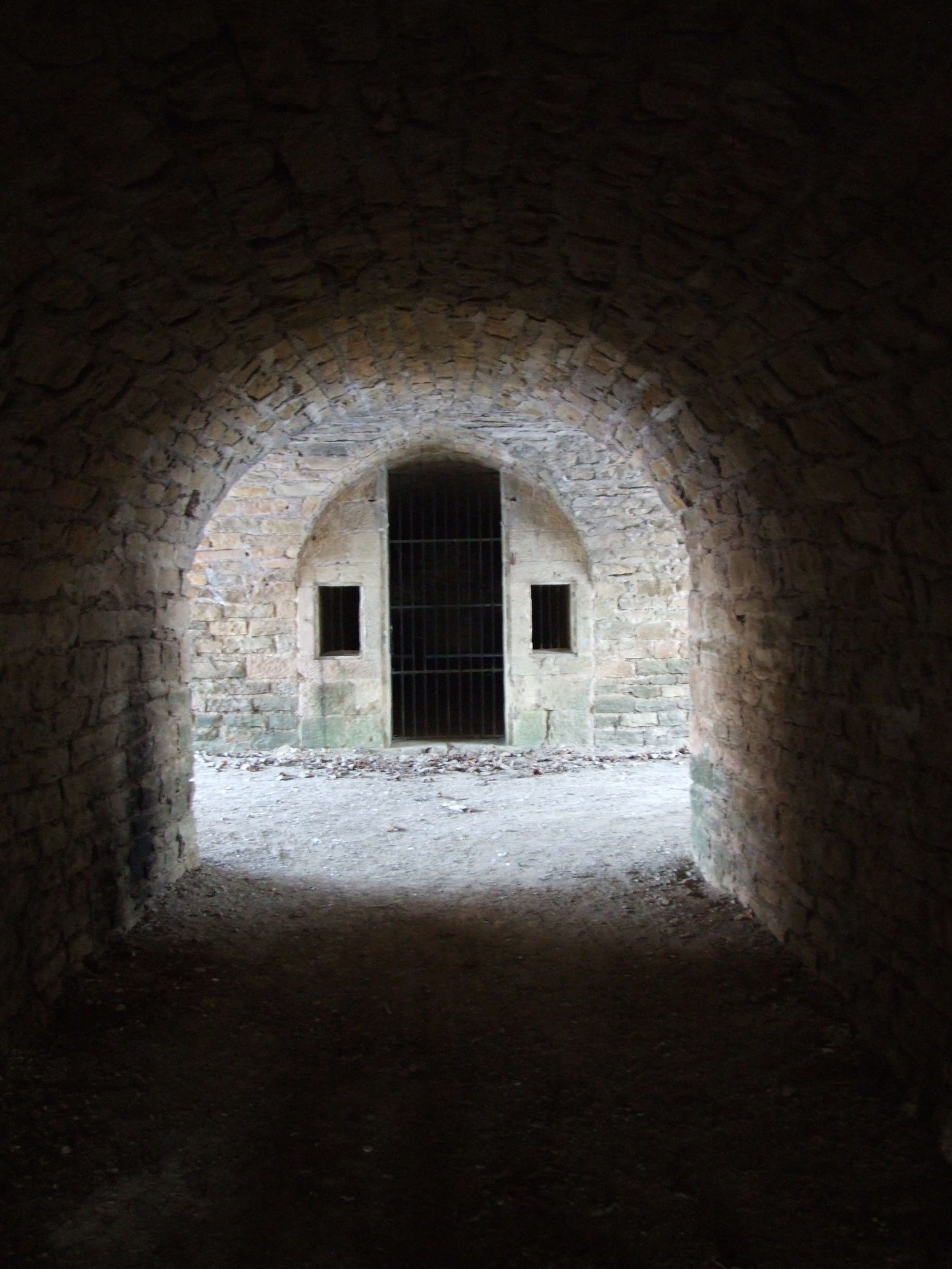